# تونل (فیلم ۱۳۷۱)
تونل فیلمی به کارگردانی مجتبی راعی و نویسندگی مجتبی راعی، احمد فراهانی ساختهٔ سال ۱۳۷۱ است.

## خلاصه داستان
گروهی از رزمندگان ایرانی پس از عبور از موانع بسیار به نیروهای دشمن حمله‌ور می‌شوند و پس از وارد کردن ضرباتی به آن‌ها در محاصره قرار می‌گیرند. رزمندگان با کمبود مهمات و تلفات سنگین و تنگ‌تر شدن حلقة محاصرة دشمن تصمیم می‌گیرند برای شکستن حلقه محاصره تونل باریکی حفر کنند. آن‌ها با وارد کردن ضربات ناگهانی به نیروی دشمن و از پا درآوردن آن‌ها از مهلکه نجات می‌یابند.

## بازیگران
- مهدی فقیه
- عبدالحسن برزیده
- علیرضا اسحاقی
- محسن قصابیان
- فرید کشن فلاح
- اکبر پاکزاد
- مهدی حاجی حسینلو
- احمدرضا دهانی
- اکبر رشیدیان
- مرتضی کلاهدوزان
- علی محمد هارونی
- مهدی حمیدی
- ایرج زارع
- علیرضا اکبری
- مجید کریمی
- جواد شیفته
- حسین اسلامی
- احمد عبدی
- شاهرخ فرهنگیان
- رضا قهری
- تقی جوادی
- رسول سخاوت خوی
- عزت اله رستمی
- غلام طاهری